# Rafael Advanced Defense Systems

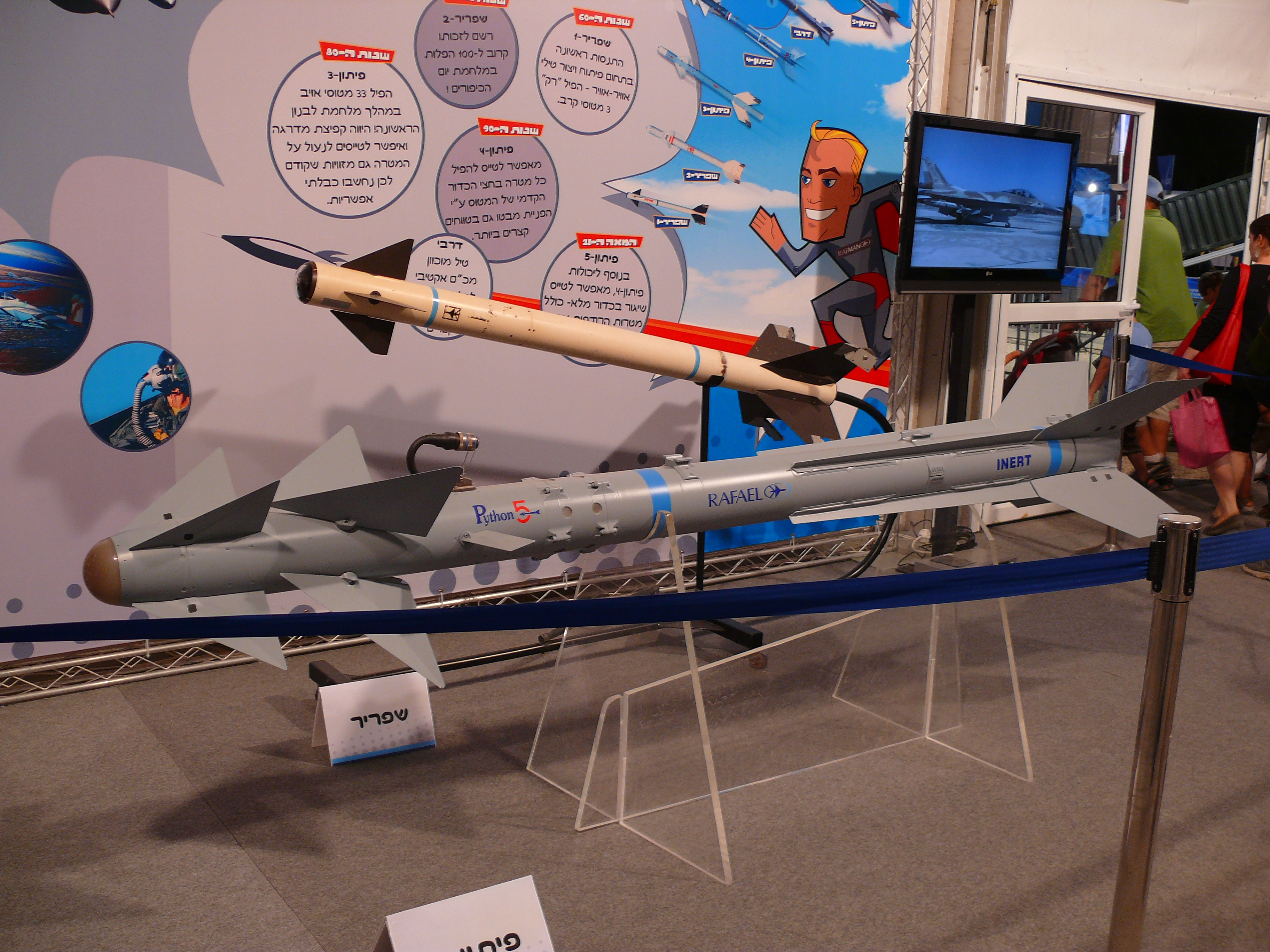
Misiles Python-5 (en frente) y Shafrir 1 (detrás).

Rafael Advanced Defense Systems Ltd. (en hebreo: רפאל - מערכות לחימה מתקדמות בע"מ) anteriormente llamada: RAFAEL Armament Development Authority), conocida como RAFAEL (en inglés: Authority for the Development of Armaments) (en hebreo: רשות לפיתוח אמצעי לחימה), es una empresa de tecnología de defensa. Fue fundada como un laboratorio de Investigación y Desarrollo para la Defensa nacional del Estado de Israel, para el desarrollo de armamento y tecnología militar dentro del Ministerio de Defensa; en 2002 fue incorporada como empresa de responsabilidad limitada. La corporación Rafael desarrolla y produce tecnologías militares para las Fuerzas de Defensa de Israel, así como para la exportación. Todos sus proyectos en curso han sido clasificados como de alto secreto.

## Historia
Rafael fue establecida en 1948 como Science Corps (en hebreo: חיל המדע‎), conocida con el acrónimo HEMED (en hebreo: חמד‎), bajo el liderazgo de Shlomo Gur, y fue renombrada como el Directorio de Investigación y Desarrollo (en inglés: Research and Design Directorate) (en hebreo: אגף הפיתוח והתיכנון‎). En 1952 David Ben-Gurion decidió dividir en dos las actividades de HEMED; la entidad del HEMED se puso a cargo de la investigación puramente científica, la nueva entidad denominada EMED se dedicó al desarrollo de armamento.
En 1954 Ben-Gurion decidió cambiar el nombre de la entidad EMET por el de RAFAEL. Fue finalmente reorganizada como Rafael en 1958.
En 1995, Yitzhak Rabin pidió a Amos Horev convertirse en el director del consejo de administración de Rafael, tras varios años en los que Horev sirvió como director del comité de asesoramiento de Rafael. Horev sirvió como director hasta enero de 2001.

### Restructuración como sociedad limitada
Durante el principio de los años 1990 Rafael operó con pérdidas (con un pico en 1995, con pérdidas de $120 millones sobre una facturación de $460 millones); entonces se decidió reestructurar la organización para empezar a operar Rafael como una compañía. Inicialmente se crearon tres divisiones diferenciadas; cada una operando como un centro de beneficios, con una hoja de balance separada, a presentar al nuevo consejo de dirección.
La restructuración fue completada en 2002, cuando Rafael fue formalmente incorporada como sociedad limitada (a pesar de ser una empresa estatal), manteniendo sus capacidades tecnológicas a través de extensos programas de inversión en I+D (en torno al 10% de la facturación). En su primer año como sociedad limitada, Rafael obtuvo 37$ millones de beneficio sobre $830 millones de ventas. El 14 de octubre de 2007 la compañía cambió su nombre de Rafael Armament Development Authority Ltd. y pasó a llamarse Rafael Advanced Defense Systems Ltd.

## Logros tecnológicos
- Shafrir (después renombrado Python) - uno de los más exitosos misiles aire-aire jamás construido (durante la guerra del Yom Kippur en 1973, la Fuerza Aérea Israelí lanzó 176 misiles Shafrir 2, destruyendo 89 aeronaves enemigas).[8]

- Spike es un misil antitanque del tipo dispara y olvida (en inglés: Fire and forget) de cuarta generación.[9]

- Popeye es un sistema de misiles tierra-aire. El Popeye Turbo SLCM se cree que puede transportar varias ojivas nucleares mediante misiles lanzados desde submarinos.[10]

- Iron Dome - El primer sistema de defensa aérea operativo del mundo en interceptar cohetes y artillería de corto alcance.[11]

- Trophy - el segundo sistema activo de protección del mundo operativo (el primero fue el ruso Drozd y su sucesor el sistema de protección activa Arena APS), dicho sistema destruyó un misil anti-carro lanzado desde la Franja de Gaza a un Merkava Mark IV cerca de Nir Oz.[12]

- Protector USV - el primer vehículo no tripulado de superficie operativo del mundo (sistema autónomo no tripulado de combate naval).[13]

## Transferencia de tecnología civil
En 1993, fue fundada Rafael Development Corporation (RDC) como una compañía de transferencia tecnológica como una empresa conjunta (en inglés: joint venture) con Elron Electronic Industries, para comercializar aplicaciones sobre la base de la tecnología militar de equipos médicos, de telecomunicaciones, y de la industria de los semiconductores. La compañía se estableció, y desarrolló con éxito varias empresas, incluyendo entre ellas a:
- Given Imaging (NASDAQ:GIVN) - una pionera en la esfera de la cápsula endoscópica.[15]
- Oramir Semiconductor Equipment - desarrolladora de las tecnologías de limpieza láser para la industria de los semiconductores,[16] vendida a Applied Materials en 2001 por $21 millones.[17]
- Starling Advanced Communications (TASE:STLG) - proveedora de soluciones para redes de banda ancha sin cable para aerolíneas.[18]
- Galil Medical - un desarrollador de soluciones para crioterapia.[19]
- SELA Semiconductor Engineering Laboratories - un proveedor de instrumentos de preparación automática de muestras para fabricantes de semiconductores, vendida a Camtek Intelligent Imaging.[19]
- 3DV Systems - desarrolladores de la ZCam, productos para cámaras time-of-flight para aplicaciones de vídeo, vendida a Microsoft.[20]
- Medingo - desarrollador de una micro bomba de insulina. La compañía fue vendida a Roche Diagnostics, una subsidiaria de Hoffmann-La Roche por más de $160 millones.[21]